# إندول حمض الأسيتيك
إندول حمض الأسيتيك هو مركب عضوي صيغته C10H9NO2، ويوجد على هيئة صلب أبيض.
يصنف هذا المركب ضمن الهرمون النباتية من صنف الأكسينات.

## الاصطناع الحيوي والتحضير المخبري
يصطنع إندول حمض الأسيتيك طبيعياً في براعم النباتات، وذلك انطلاقاً من التريبتوفان بعدة طرائق حيوية، وكذلك بطرائق أخرى أيضاً غير معتمدة على التريبتوفان.
أما مخبرياً فيحضر من تفاعل الإندول مع حمض الغليكوليك بوجود قاعدة كيميائية عند درجات حرارة تقارب 250 °س:

## الدور الحيوي
لهذا المركب دور حيوي مهم، بالنسبة للنباتات فله دور في التنظيم الجيني؛ وفي الوظائف الفيزيولوجية في البكتريا، والفطور.